# Корольков, Алексей Львович
Алексе́й Льво́вич Королько́в (1859—1931) — русский учёный-артиллерист и педагог, генерал-лейтенант, заслуженный профессор и почётный член Конференции Михайловской артиллерийской академии.
Член Санкт-Петербургского математического общества.

## Биография
Родился 27 января (8 февраля) 1859 года.
Получил образование в Михайловском артиллерийском училище и Артиллерийской академии. Заканчивал образование в Цюрихском политехникуме. с 1884 года — офицер-воспитатель Киевского кадетского корпуса, с 1891 года — штатный преподаватель математики и физики во Втором кадетском корпусе. 
С 1893 года — штатный преподаватель, с 1901 года экстраординарный профессор, с 1901 года ординарный профессор, с 1908 года заслуженный профессор и член Конференции (с 1915 года — почётный член) Михайловской артиллерийской академии (ММА). Был организатором физической и электротехнической лаборатории в МАА.
В 1897 году был произведён в полковники гвардии, в 1905 году в генерал-майоры, в 1914 году в генерал-лейтенанты.  
Параллельно с основной педагогической деятельностью в МАА был ординарным профессором Императорского женского педагогического института.
С 14 сентября 1915 по 1917 год был попечителем Харьковского учебного округа, с оставлением в звании заслуженного профессора и почётного члена Конференции МАА.
Умер 12 апреля 1931 года. Урна с прахом захоронена в колумбарии бывшего 1-го крематория на Донском кладбище.
Жена — Анна Алексеевна. Дети: в 1891 году родилась дочь, 13 января 1893 года — сын Всеволод

## Публикации
- «Начальный учебник физики и химии» (составленный вместе с П. Матюшенко)
- «Переменные токи и трансформирование их» (СПб., 1897)
- «Лекции по электротехнике» (СПб., 1899)
- «Электротехника» (СПб., 1905)
- «Курс физики» (СПб., 1905)

## Награды
- орден Св. Станислава 3-й ст. (1887)
- орден Св. Анны 3-й ст. (1891)
- орден Св. Станислава 2-й ст. (1896)
- орден Св. Анны 2-й ст. (1899)
- орден Св. Владимира 4-й ст. (1902)
- орден Св. Владимира 3-й ст. (1904)
- орден Св. Станислава 1-й ст. (1908)
- орден Св. Анны 1-й ст. (1913)
- орден Св. Владимира 2-й ст. (ВП 22.03.1915; с 01.01.1915)
- орден Белого орла (30.07.1915)